# Le Programme socialiste
Le Programme socialiste (en allemand : Das Erfurter Programme in seinem grundfahliden Theil erlautert) parut d’abord en Allemagne, en, 1892, comme commentaire du programme que la Social-Démocratie allemande venait de se donner à Erfurt à l’automne de 1892,,,,,.
Durant les 40 ans qui précédèrent la Première Guerre mondiale, cette perspective constitua la base de toute l’activité socialiste à travers l’Europe occidentale et ne fut quasiment jamais remise en question – du moins pas par la gauche. On connaît l’étonnement manifesté par Lénine lorsqu’il apprit que le SPD avait apporté son soutien à la guerre. Ce que l’on comprend généralement moins clairement, c’est que les critiques de gauche de Kautsky, comme Rosa Luxemburg, n’avaient pas réellement rejeté les fondements de ses théories sur les relations entre parti et classe ni les idées sur le développement de la conscience des travailleurs qu’elles impliquaient.